# Arkoi
Arkoi (řecky Αρκοί) je řecký ostrov v souostroví Dodekanés v jihovýchodní části Egejského moře. Nachází se 5 km severně od Leipsoi, 16 km východně od Patmu, 27 km jižně od Samu a 38 km západně od tureckého města Didim). Severozápadně od něj leží Agathonisi a jihozápadně Farmakonisi.

## Geografie
Rozloha ostrova je 6,697 km². Nejvyšší bod Botos dosahuje nadmořské výšky 114 m.

## Obyvatelstvo
V zátoce uprostřed západního pobřeží ostrova se nachází jediná stejnojmenná vesnice, kde žilo v roce 2011 45 obyvatel.